# Želénky
Želénky (německy Schelenken) jsou vesnice, část obce Zabrušany v okrese Teplice v Ústeckém kraji. Nachází se asi jeden kilometr jihozápadně od Zabrušan. Prochází tudy železniční trať Ústí nad Labem – Chomutov. V roce 2011 zde trvale žilo 337 obyvatel. Vesnicí protéká potok Bouřlivec. Nachází se zde také mateřská škola.
Želénky je také název katastrálního území o rozloze 2,045 km².

## Název
Název vesnice je zdrobnělinou jména Želenice, a je tedy odvozen z osobního jména Želen ve významu ves lidí Želenových. V historických pramenech se název objevuje ve tvarech: Selnicz (1393, 1414), de Zelenek (1396, 1398, 1437, 1455, 1486), Zelinicz (1397), de Zelenek (1398), Zelnicz (1419), v Želenkách (1493), wsselinkach (1499), dvůr zielensky (1583), Zielenky (1592), Šelenka (1654), Schelenken (1787), Želenky, Želinky a Schellenken (1848, Zelenky (1854) a Želénky (1923).

## Historie
První písemná zmínka o vesnici pochází z roku 1393.

## Obyvatelstvo
Při sčítání lidu v roce 1921 zde žilo 986 obyvatel (z toho 472 mužů), z nichž bylo 588 Čechoslováků, 392 Němců a šest cizinců. Většina z nich (501) jich bylo bez vyznání. Dalších 465 obyvatel se hlásilo k římskokatolické církvi, sedmnáct k evangelickým církvím, jeden k církvi československé a dva k jiným nezjišťovaným církvím. Podle sčítání lidu z roku 1930 měla vesnice 1 229 obyvatel: 806 Čechoslováků, 413 Němců, dva příslušníky jiné národnosti a osm cizinců. Stále převažovali lidé bez vyznání (683 obyvatel). Římských katolíků bylo 512, sedmnáct lidí patřilo k evangelickým církvím, deset k církvi československé a sedm k nezjišťovaným církvím.
|                                                                    | 1869 | 1880 | 1890 | 1900  | 1910  | 1921 | 1930  | 1950 | 1961 | 1970 | 1980 | 1991 | 2001 | 2011 |
| ------------------------------------------------------------------ | ---- | ---- | ---- | ----- | ----- | ---- | ----- | ---- | ---- | ---- | ---- | ---- | ---- | ---- |
| Obyvatelé                                                          | 209  | 317  | 527  | 1 016 | 1 002 | 986  | 1 229 | 749  | 698  | 523  | 378  | 353  | 339  | 337  |
| Domy                                                               | 31   | 34   | 48   | 61    | 67    | 69   | 112   | 120  | .    | 99   | 92   | 94   | 92   | 96   |
| Počet domů z roku 1961 je zahrnut v domech místní části Zabrušany. |      |      |      |       |       |      |       |      |      |      |      |      |      |      |

## Znak

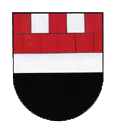
Znak vesnice

Štít je dělen stříbrným břevnem na dvě části. V horní části jsou červené hradby ve stříbrném poli. V dolní části je černé pole. Červené hradby symbolizují kámen z Želenského kopce s typickým zabarvením, který byl těžen už ve středověku. Černé pole odkazuje na důlní činnost v této oblasti.

## Pamětihodnosti

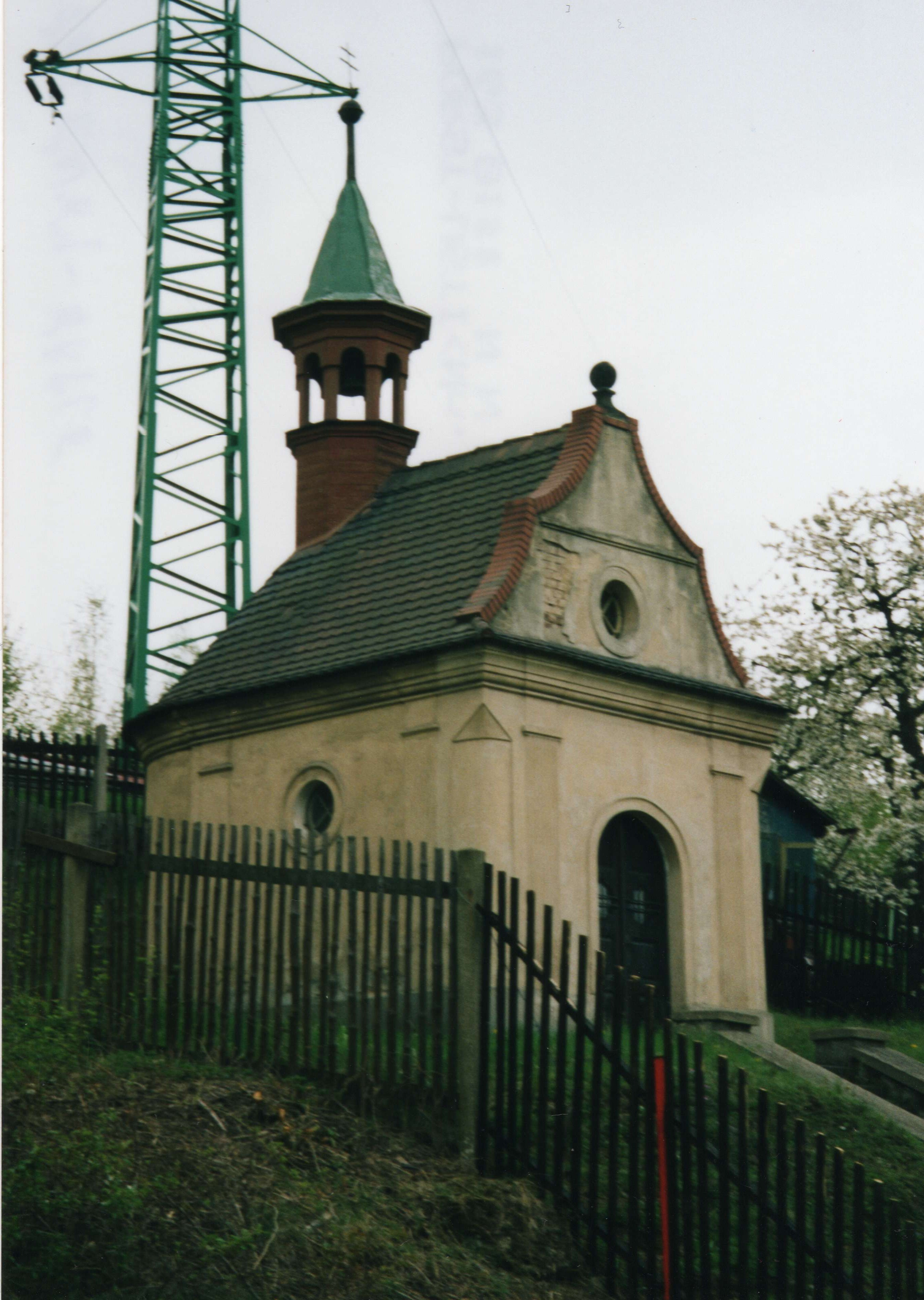
Kaple v Želénkách

- Kaple – novobarokní stavba z roku 1933, vystavěná po vzoru původní barokní kaple, zbořené ve 30. letech 20. století spolu s jihovýchodní částí vsi z důvodu postupující těžby uhlí
- Zemědělský dvůr čp. 1 – barokní hospodářský komplex z roku 1685, zahrnující usedlost, sýpku, dvě hospodářské budovy, bránu a ohradní zeď
- Silniční most přes potok Bouřlivec, vystavěný na konci 18. století z neomítaného lomového kamene

## Rodáci
- Ivan Kawaciuk (1913–1966), houslový virtuos, pedagog na konzervatoři
- Rudolf Čechura (1931–2014), spisovatel, tvůrce Maxipsa Fíka